# Passage Rimbaut
Le passage Rimbaut est une voie du 14e arrondissement de Paris, en France.

## Situation et accès

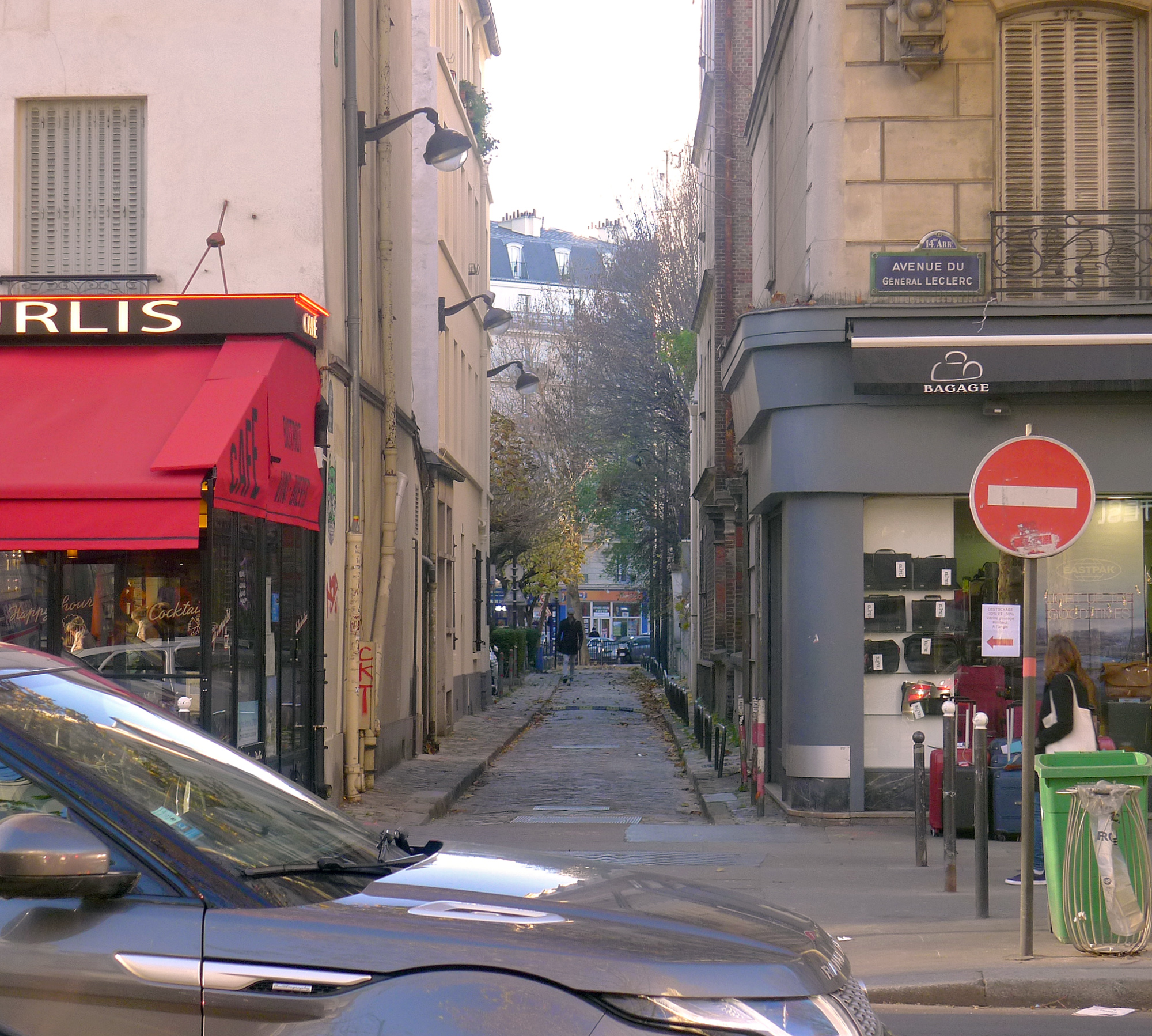
Passage Rimbaut vu depuis l'avenue du Général-Leclerc.

Le passage Rimbaut est situé dans le 14e arrondissement de Paris. Il débute au 72, avenue du Général-Leclerc et se termine au 197, avenue du Maine.

## Origine du nom
Le passage Rimbaut, anciennement orthographiée « passage Raimbaut » ou « passage Raimbaud » tire son nom du patronyme d'un ancien propriétaire.

## Historique
Cette voie, créée sur le terrain d'une ferme dont les dépendances s'étendaient jusqu'à l'avenue du Maine, sous le nom de « passage Saint-Pierre », est ouverte à la circulation publique par arrêté du 23 juin 1959.

## Bâtiments remarquables et lieux de mémoire
La Carte des Chasses du Roi indique une ferme occupant toute la longueur du passage.
À l’intersection avec l’avenue du Général-Leclerc était situé le « moulin à vent des Bondons ». Ce nom montre qu’on y vendait des fromages.
No 7 : à cet emplacement se trouvait une maison accueillant l’Œuvre de l'hospitalité de nuit, réservée aux femmes et aux enfants.